# Ruelle du four Saint-Martin-des-Champs
La ruelle du four Saint-Martin-des-Champs est une ancienne rue de Paris, aujourd'hui disparue, qui était située dans le quartier des Halles.

## Origine du nom
Ce nom est dû à la présence du four situé fief de la Rapée, dont jouissait le prieuré Saint-Martin-des-Champs en 1119, et qui était attenant à la ruelle.